# Elias Hrawi
Elias Khalil Hrawi (arab. الياس الهراوي, ur. 4 września 1926 w Haouch-el-Omara, zm. 7 lipca 2006 w Bejrucie) – polityk libański, prezydent Libanu w latach 1989–1998.
Pochodził z rodziny maronickiej. Studiował nauki o przedsiębiorczości na jezuickim Uniwersytecie Św. Józefa w Bejrucie. Pracował w sektorze prywatnym, eksportował warzywa, importował ropę naftową, był posiadaczem ziemskim. Utrzymywał kontakty handlowe z sąsiednimi krajami arabskimi oraz krajami europejskimi. W 1972 został wybrany po raz pierwszy do Zgromadzenia Narodowego jako deputowany niezależny.
W latach 1980–1982 pełnił funkcję ministra prac publicznych w gabinecie Szafika al-Wazzana. Zajmował się na tym stanowisku rozbudową dróg i mostów Libanu. W listopadzie 1989, po zabójstwie prezydenta René Moawada, został powołany przez Zgromadzenie Narodowe na jego następcę. Jako prezydent Hrawi doprowadził do dymisji chrześcijańskiego premiera generała Michela Aouna i nawiązał ścisłą współpracę z syryjskim prezydentem Hafizem al-Assadem. Na okres jego prezydentury przypadł także początek odbudowy kraju po wojnie domowej. W październiku 1995 Hrawi doprowadził do przedłużenia kadencji prezydenckiej o dalsze trzy lata. W 1998 jego następcą został Émile Lahoud.
Opinie na temat Hrawiego w Libanie były podzielone. Z jednej strony uważano go za skutecznego polityka, który przyczynił się do zakończenia wojny domowej. Był jednak także krytykowany za umocnienie wpływów Syrii, umożliwienie działania w Libanie Hezbollahu oraz naruszenie równowagi konstytucyjnej przez przedłużenie swojej kadencji prezydenckiej (co powtórzył w 2004 prezydent Lahoud).
Żonaty, miał pięcioro dzieci (trzech synów i dwie córki). Zmarł w Bejrucie po chorobie nowotworowej.